# 摩爾多瓦宗教
摩爾多瓦宗教（2017）
摩爾多瓦最主要的宗教爲基督教的東正教會。摩爾多瓦憲法規定宗教自由，中央政府在行政中也一般尊重人民的這一權利，實行政教分離。
在摩爾多瓦，各個宗教一般關係友好，有助於宗教自由。但正教會的一些支派間有一些各種紛爭。
摩爾多瓦的其他宗教包括猶太教。

## 宗教
主要宗教是基督教，根據2014 年人口普查數據，90.1%的人口名義上是東正教。在行政上，有兩個自治教會屬於東正教內的兩個自治教會（俄羅斯和羅馬尼亞）。